# 流暢性
流暢性（りゅうちょうせい）とは、ヒトが、情報（主に言語情報）を適切に、素早く、数多く処理し出力する能力・特性のことである。
- 言語流暢性課題 (Verbal fluency task : VFT) は臨床や心理学的研究で使用される前頭葉機能検査の一つであり、ある条件に合致する単語などを、特定の時間内にどれだけ話したり書くことができるかを調べる課題である（例：「た」で始まる名詞を可能な限り沢山言ってください→「たまねぎ」「たばこ」「たいこ」「たらばがに」・・・）。
  - 長期記憶貯蔵からの取り出しと、条件に合致しているかどうか／既に出力した単語でないかどうかの吟味、さらに発声や書字などの出力へ、という一連の機能を見るものである。
  - 男性にくらべて女性の方がこの課題の成績がよい傾向がある。
  - 痴呆性疾患などの変性疾患、頭部外傷後遺症などの器質的疾患、統合失調症、一部のうつ病などの精神疾患などでこの課題成績が低下することがある。
  - 脳機能イメージング研究では、ブローカ野を中心とする左の腹外側前頭前野、運動前野、右小脳などがこの課題の遂行に関与することが報告されている。

- 流暢性失語・非流暢性失語 : 失語症の分類方法の一つで、自発言語が流暢性を保っているかどうかによる分類。
  - この場合の流暢性は単語列挙課題によって判定するのではない。構音障害あり（非流暢）なし（流暢）、プロソディーが異常（非流暢）正常（流暢）、文法構造が異常（非流暢）正常（流暢）、一息に話す文の文節数が2文節以下（非流暢）5文節以上（流暢）、1分あたりの発語数が少ない（非流暢）多い（流暢）、発語の努力性がある（非流暢）ない（流暢）などにより判定される。
  - 非流暢性失語とは運動性失語、全失語など。流暢性失語とは健忘性失語、感覚性失語、伝導性失語などである。